# Halina Radacz
Halina Radacz z domu Płoszek (ur. 12 sierpnia 1958 w Gdańsku) – polska duchowna luterańska, ksiądz Kościoła Ewangelicko-Augsburskiego w RP, działaczka ekumeniczna, kierownik Redakcji Ekumenicznej TVP.

## Życiorys
Pochodzi z rodziny ewangelickiej. Ukończyła studia na Wydziale Teologicznym Chrześcijańskiej Akademii Teologicznej w Warszawie w trakcie których odbyła praktyki w kancelarii Biskupa Kościoła i w biurze Konsystorza. W 1983 pełniła obowiązki kierowniczki Domu Wczasowego Betania w Wapienicy koło Bielska-Białej, w latach 1984–1985 była katechetką w rodzinnej parafii w Sopocie, a następnie w latach 1985–1989 w parafii w Działdowie. Pełniła również funkcję katechetki diecezjalnej – diecezji mazurskiej.  
25 stycznia 1987 została ordynowana na diakonkę w kościele Jezusa Żyjącego w Lidzbarku Welskim na Mazurach. W latach 1989–1998 była duchowną parafii w Olsztynku. W 1991 należała do grona założycieli Forum Kobiet Luterańskich w Polsce. 
Od sierpnia 1998 z ramienia Polskiej Rady Ekumenicznej jest zatrudniona w Redakcji Ekumenicznej Telewizji Polskiej, gdzie przez wiele lat pełniła funkcję zastępcy jej kierownika ks. dr Henryka Paprockiego. 1 kwietnia 2020 zastąpiła ks. Paprockiego na stanowisku kierownika Redakcji Ekumenicznej Telewizji Polskiej. Jest autorką wielu reportaży przedstawiających różne wyznania chrześcijańskie. 
Od września 1998 pełni służbę duszpasterską w parafii w Żyrardowie, a od 2014 jest również duchowną parafii ewangelicko-augsburskiej w Rawie Mazowieckiej.  
W 2017 miał miejsce jubileusz 30-lecia ordynacji Haliny Radacz na diakona. Była wówczas jedynym w Polsce diakonem-kobietą, która praktycznie samodzielnie prowadziła dwie parafie ewangelickie.  
7 maja 2022 została pierwszą kobietą w Kościele Ewangelicko-Augsburskim w RP ordynowaną na księdza. Została wyświęcona wraz z 8 innymi diakonkami w kościele Świętej Trójcy w Warszawie, zaś ordynacji dokonał biskup Kościoła Jerzy Samiec w asyście ks. Wojciecha Płoszka i ks. Waldemara Radacza. Wraz z nią wyświęcono także Małgorzatę Gaś, Karinę Chwastek-Kamieniorz, Beatę Janotę, Katarzynę Kowalską, Wiktorię Matloch, Katarzynę Rudkowską, Izabelę Sikorę i Martę Zachraj-Mikołajczyk. W trakcie nabożeństwa Halina Radacz wygłosiła również kazanie ordynacyjne.
9 października 2022 została laureatką Nagrody Kongresu Kobiet.
1 czerwca 2023 została proboszczem-administratorem parafii w Żyrardowie i Rawie Mazowieckiej, przy których dotychczas posługiwała.
Jej mężem jest ks. Waldemar Radacz.